# Renault Espace
El Renault Espace es un monovolumen del segmento D producido por el fabricante de automóviles francés Renault desde 1984. El Espace abarca seis generaciones, estrenadas en 1984, 1991, 1996, 2002, 2015 y 2023; las tres primeras fueron producidas en Romorantin-Lanthenay, Francia, mientras que la cuarta es producida en Sandouville, Francia.
Originalmente diseñado para venderse como Talbot a finales de los setenta, fue lanzado al mercado en 1984 y fabricado por Matra, y se considera el primer monovolumen de la historia. En sus dos últimas generaciones existió en versión larga ("Grand Espace").

## Primera generación (1984-1991)
El diseño del Espace se concibió originalmente en los años 70 por el diseñador inglés Fergus Pollock, que estuvo trabajando para la subsidiaria británica de Chrysler, en su centro de diseños en Coventry.
Matra, liderada por el diseñador griego Antonis Volanis (diseñador del prototipo Xanae del que se basó Citroën para el Xsara Picasso), desarrolló el diseño para Simca, la entonces filial francesa de Chrysler, con la intención de comercializar el vehículo como Talbot. Reemplazaría al pionero de los SUV Matra Rancho en las líneas de producción de Matra. Los primeros prototipos utilizaban piezas de Simca, por lo que presentaban una parrilla que recordaba a la del Simca 1307.
Se pensó este modelo para ser vendido por Talbot, así se trabajó en algunos prototipos y conceptos para este fin. En 1978, antes de que el Espace entrara en producción, Talbot y Simca fueron vendidas a la compañía francesa PSA Peugeot Citroën, y así el diseño del Espace fue dado a Matra.
PSA decidió que el Espace tenía un diseño muy arriesgado y un coste demasiado alto como para ser producido, y Matra habló con Renault sobre este proyecto (PSA posteriormente entró en este sector en 1995, concretamente once años después con el Citroën Evasion/Peugeot 806).
El concepto de Matra llegó a ser el Renault Espace. El diseño realizado con una carrocería hecha de fibra de vidrio se montó en un chasis de acero, usando la misma técnica de ensamblaje que la factoría del Talbot Matra Murena.
El Espace fue lanzado por Renault en 1984 (el modelo similar que Chrysler desarrolló en Estados Unidos fue lanzado un año antes, en 1983). Nada más comenzar la producción se puso en duda la viabilidad del proyecto. Como dato anecdótico, en el primer mes de ventas solo se entregaron 9 unidades, hasta no alcanzarse los dos años no se llegó a rentabilizar la inversión y fue a partir de 1989 cuando empezó a venderse en unas cifras considerables.

### Espace I - Fase II

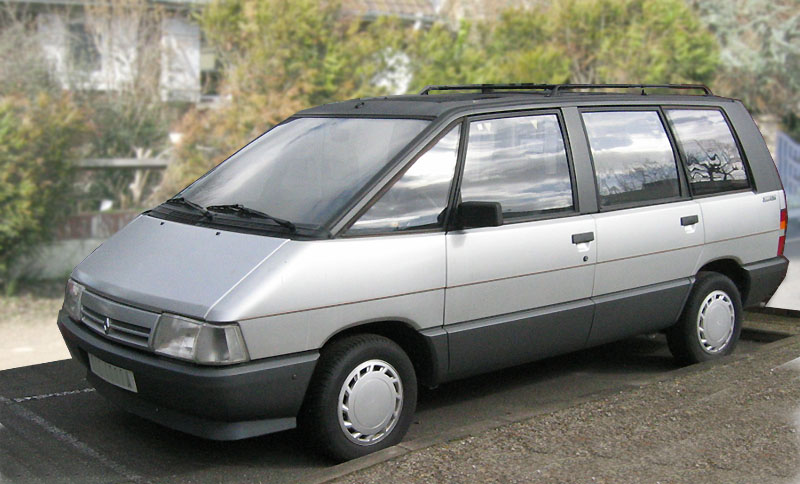
Renault Espace I (Fase II).

Trabajado desde el éxito obtenido, el Espace fue renovado en 1989, siendo sustituidos los contenidos de Talbot/Simca por componentes originales de Renault (el chasis y los componentes mecánicos del coche prácticamente permanecieron sin cambios). Exteriormente la mayor diferencia entre el primer Espace y el fase 2 en 1989 fue el cambio en los faros, así aparte de una nueva iluminación más inclinada que la anterior se sustituyeron las tulipas naranjas de los indicadores de intermitencia por unos blancos.

### Motorizaciones
|                                | 2.0                   | 2.0                   | 2.0                         | 2.2                         | 2.1 dT                |
| ------------------------------ | --------------------- | --------------------- | --------------------------- | --------------------------- | --------------------- |
| Periodo                        | 1984-1990             | 1988-1990             | 1988-1990                   | 1986-1990                   | 1984-1990             |
| Tipo de motor                  | L4 8v, carburación    | L4 8v, carburación    | L4 8v, inyección multipunto | L4 8v, inyección multipunto | L4 8v, diésel, turbo  |
| Identificación del motor       | J6R                   | J6R                   | J7R                         | J7T                         | J8S                   |
| Diámetro x carrera             | 88.0 mm x 82.0 mm     | 88.0 mm x 82.0 mm     | 88.0 mm x 82.0 mm           | 88.0 mm x 89.0 mm           | 86.0 mm x 89.0 mm     |
| Cilindrada                     | 1995 cm³              | 1995 cm³              | 1995 cm³                    | 2165 cm³                    | 2068 cm³              |
| Relación de compresión         | 9.2: 1                | 9.2: 1                | 10.0: 1                     | 9.2: 1                      | 21.5: 1               |
| Potencia máxima: CV (kW) @ rpm | 110 CV (81 kW) @ 5500 | 101 CV (74 kW) @ 5500 | 120 CV (88 kW) @ 5500       | 110 CV (81 kW) @ 5000       | 88 CV (65 kW) @ 4250  |
| Par máximo: Nm @ rpm           | 160 Nm @ 3000         | 158 Nm @ 3000         | 164 Nm @ 4500               | 170 Nm @ 3500               | 181 Nm @ 2000         |
| Tracción                       | Delantera             | Delantera             | Delantera / Total (Quadra)  | Delantera / Total (Quadra)  | Delantera             |
| Transmisión                    | Manual, 5 velocidades | Manual, 5 velocidades | Manual, 5 velocidades       | Manual, 5 velocidades       | Manual, 5 velocidades |
| Aceleración 0–100 km/h         | 11.9 s                | 12.6 s                | 11.5 s                      | 10.0 s                      | 13.3 s                |
| Velocidad máxima               | 175 km/h              | 170 km/h              | 178 km/h                    | 175 km/h                    | 165 km/h              |
| Consumo combinado (L/100 km)   | 9.0                   | 8.5                   | 8.9                         | 9.5                         | 6.8                   |

## Segunda generación (1991-1996)
Una versión renovada del Espace fue presentada en 1991, adoptando la "imagen de familia" de Renault en lugar de la que poseía de Talbot la versión original. Básicamente era una nueva piel para el mismo modelo y dotarle de un nuevo interior muy mejorado y con un tablero de mandos también mucho mejor que el original. El chasis del vehículo apenas sufrió modificaciones. En los crashtest sacó una mala nota: 2 estrellas.

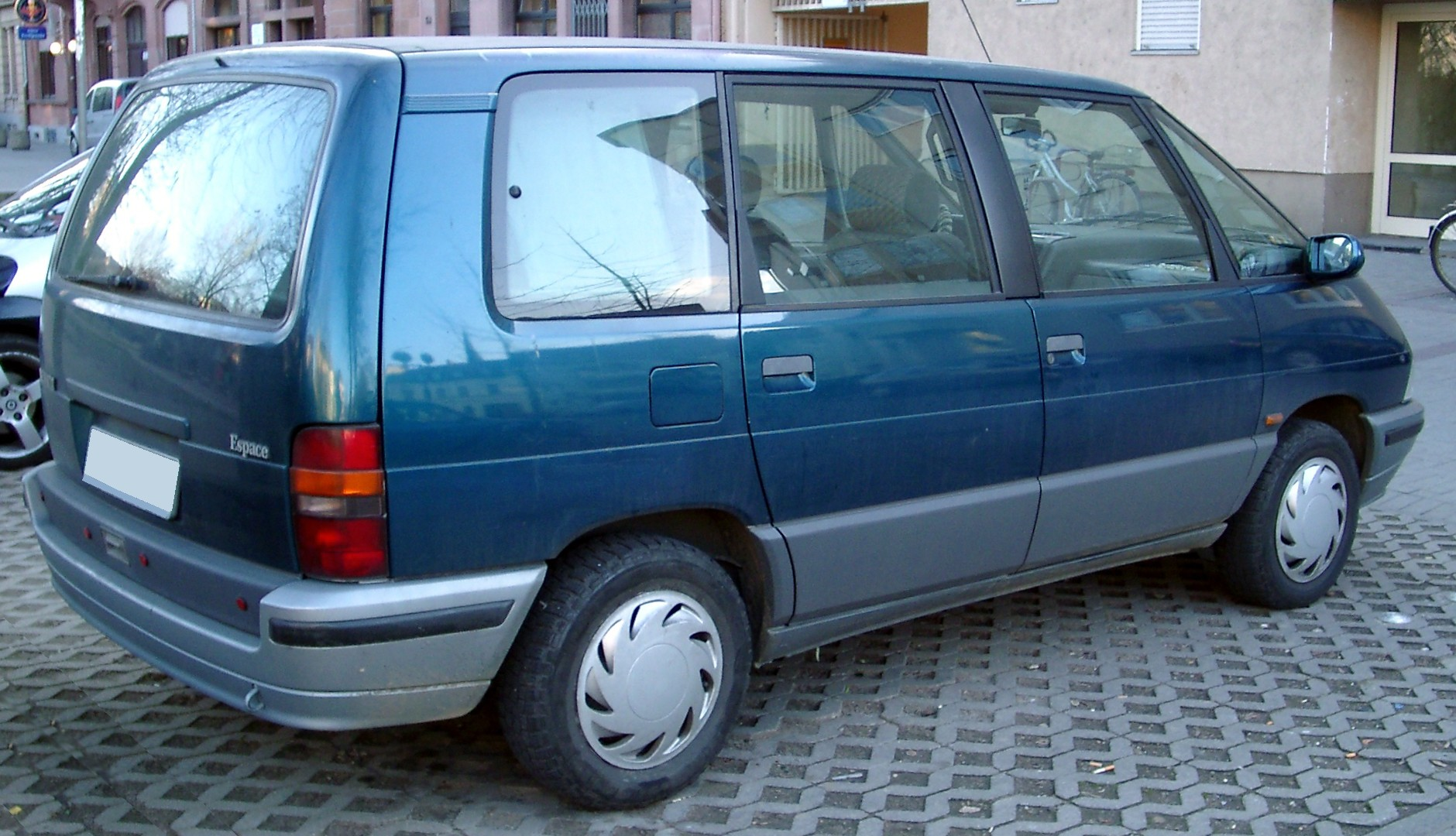
Renault Espace II.

### Motorizaciones
|                                | 2.0                   | 2.2                        | 2.8i                                              | 2.1 dT                |
| ------------------------------ | --------------------- | -------------------------- | ------------------------------------------------- | --------------------- |
| Periodo                        | 1991-1996             | 1991-1996                  | 1991-1996                                         | 1991-1996             |
| Tipo de motor                  | L4 8v                 | L4 8v                      | V6 12v                                            | L4 8v, diésel, turbo  |
| Identificación del motor       | J7R                   | J7T                        | Z7W                                               | J8S                   |
| Diámetro x carrera             | 88.0 mm x 82.0 mm     | 88.0 mm x 89.0 mm          | 91.0 mm x 73.0 mm                                 | 86.0 mm x 89.0 mm     |
| Cilindrada                     | 1995 cm³              | 2165 cm³                   | 2949 cm³                                          | 2068 cm³              |
| Relación de compresión         | 10.0: 1               | 9.2: 1                     | 9.5: 1                                            | 21.5: 1               |
| Potencia máxima: CV (kW) @ rpm | 103 CV (76 kW) @ 5250 | 107 CV (79 kW) @ 5000      | 170 CV (110 kW) @ 5400                            | 88 CV (65 kW) @ 4250  |
| Par máximo: Nm @ rpm           | 159 Nm @ 2500         | 170 Nm @ 3500              | 225 Nm @ 2500                                     | 181 Nm @ 2000         |
| Tracción                       | Delantera             | Delantera / Total (Quadra) | Delantera                                         | Delantera             |
| Transmisión                    | Manual, 5 velocidades | Manual, 5 velocidades      | Manual, 5 velocidades / Automática, 4 velocidades | Manual, 5 velocidades |
| Aceleración 0–100 km/h         | 13.8 s                | 12.9 s                     | 10.3 s                                            | 15.0 s                |
| Velocidad máxima               | 173 km/h              | 175 km/h                   | 195 km/h                                          | 162 km/h              |
| Consumo combinado (L/100 km)   | 9.6                   | 9.7                        | 11.6                                              | 7.3                   |

## Tercera generación (1996-2002)
La tercera generación del Espace fue lanzada en 1996. Su principal rasgo diferenciador fue el cambio radical sufrido en el interior que le daba una imagen muy futurista al modelo (incorporando el velocímetro digital en la parte central). El motor pasó de tener una ubicación longitudinal a una transversal, y se estrenó también una variante con una batalla y voladizo trasero extendidos, llamada "Grand Espace", que permitía llevar a siete pasajeros y su equipaje. Algunas unidades de esta tercera generación del Espace fueron adaptadas para taxi para el Aeropuerto Internacional de Kuala Lumpur.

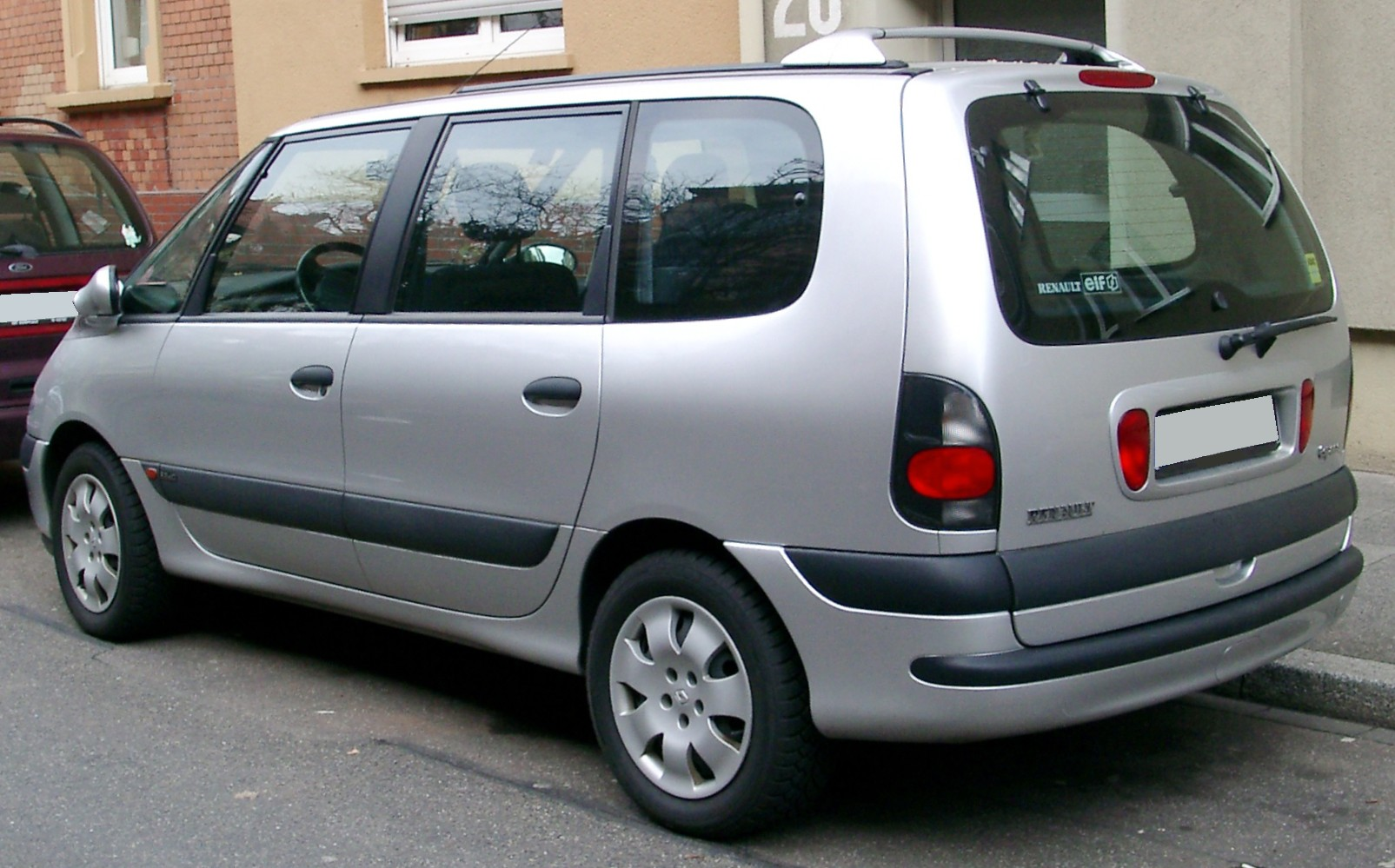
Renault Espace de tercera generación.

Los motores gasolina eran un 2.0 litros de dos válvulas por cilindro y 113 CV, un 2.0 litros de cuatro válvulas por cilindro y 140 CV, y un V6 de 3.0 litros y 190 CV. Los Diésel son un 1.9 litros con dos válvulas por cilindro, inyección directa, turbocompresor de geometría fija y 98 CV, un 2.2 litros con inyección directa, turbocompresor y 115 CV, y un 2.2 litros con cuatro válvulas por cilindro, inyección directa common-rail, turbocompresor de geometría variable, intercooler y 129 CV.

### Fase I (1997-2000)

#### Motorizaciones
| Periodo                        | 1996-2000                                         | 1998-2000                                         | 1996-1998                 | 1998-2000                 | 1999-2000                               | 1996-2000             |           |           |           |           |           |           |           |           |           |           |           |           |           |           |
| Tipo de motor                  | L4 8v                                             | L4 16v                                            | V6 12v                    | V6 24v                    | L4 8v, diésel, inyección directa, turbo | L4 12v, diésel, turbo |           |           |           |           |           |           |           |           |           |           |           |           |           |           |
| Identificación del motor       | F3R                                               | F4R                                               | Z7X                       | L7X                       | F9Q                                     | G8T                   |           |           |           |           |           |           |           |           |           |           |           |           |           |           |
| Diámetro x carrera             | 82.7 mm x 93.0 mm                                 | 82.7 mm x 93.0 mm                                 | 93.0 mm x 72.7 mm         | 87.0 mm x 82.6 mm         | 80.0 mm x 93.0 mm                       | 87.0 mm x 92.0 mm     |           |           |           |           |           |           |           |           |           |           |           |           |           |           |
| Cilindrada                     | 1998 cm³                                          | 1998 cm³                                          | 2963 cm³                  | 2946 cm³                  | 1870 cm³                                | 2188 cm³              |           |           |           |           |           |           |           |           |           |           |           |           |           |           |
| Relación de compresión         | 9.8: 1                                            | 10.0: 1                                           | 9.6: 1                    | 10.5: 1                   | 18.3: 1                                 | 22.0: 1               |           |           |           |           |           |           |           |           |           |           |           |           |           |           |
| Potencia máxima: CV (kW) @ rpm | 115 CV (84 kW) @ 5400                             | 140 CV (103 kW) @ 5500                            | 167 CV (123 kW) @ 5500    | 190 CV (140 kW) @ 5750    | 98 CV (72 kW) @ 4000                    | 115 CV (83 kW) @ 4500 |           |           |           |           |           |           |           |           |           |           |           |           |           |           |
| Par máximo: Nm @ rpm           | 168 Nm @ 3500                                     | 188 Nm @ 3750                                     | 235 Nm @ 4500             | 267 Nm @ 4000             | 190 Nm @ 2000                           | 250 Nm @ 2000         |           |           |           |           |           |           |           |           |           |           |           |           |           |           |
| Tracción                       | Delantera                                         | Delantera                                         | Delantera                 | Delantera                 | Delantera                               | Delantera             | Delantera | Delantera | Delantera | Delantera | Delantera | Delantera | Delantera | Delantera | Delantera | Delantera | Delantera | Delantera | Delantera | Delantera |
| Transmisión                    | Manual, 5 velocidades / Automática, 4 velocidades | Manual, 5 velocidades / Automática, 4 velocidades | Automática, 4 velocidades | Automática, 4 velocidades | Manual, 5 velocidades                   | Manual, 5 velocidades |           |           |           |           |           |           |           |           |           |           |           |           |           |           |
| Aceleración 0–100 km/h         | 13.7 s                                            | 11.6 s                                            | 11.0 s                    | 10.6 s                    | 15.0 s                                  | 14.5 s                |           |           |           |           |           |           |           |           |           |           |           |           |           |           |
| Velocidad máxima               | 175 km/h                                          | 185 km/h                                          | 195 km/h                  | 203 km/h                  | 167 km/h                                | 175 km/h              |           |           |           |           |           |           |           |           |           |           |           |           |           |           |
| Consumo combinado (L/100 km)   | 7.9                                               | 7.3                                               | 10.6                      | 8.9                       | 5.7                                     | 6.3                   |           |           |           |           |           |           |           |           |           |           |           |           |           |           |

### Fase II (2000-2003)

#### Motorizaciones
| Periodo                        | 2000-2002                                         | 2000-2002                 | 2000-2002                               | 2000-2002                                             | 2000-2002                                             |           |           |           |           |           |           |           |           |           |           |           |           |           |           |           |
| Tipo de motor                  | L4 16v                                            | V6 24v                    | L4 8v, diésel, inyección directa, turbo | L4 16v, diésel, inyección directa, common-rail, turbo | L4 16v, diésel, inyección directa, common-rail, turbo |           |           |           |           |           |           |           |           |           |           |           |           |           |           |           |
| Identificación del motor       | F4R                                               | L7X                       | F9Q                                     | G9T                                                   | G9T                                                   |           |           |           |           |           |           |           |           |           |           |           |           |           |           |           |
| Diámetro x carrera             | 82.7 mm x 93.0 mm                                 | 87.0 mm x 82.6 mm         | 80.0 mm x 93.0 mm                       | 87.0 mm x 92.0 mm                                     | 87.0 mm x 92.0 mm                                     |           |           |           |           |           |           |           |           |           |           |           |           |           |           |           |
| Cilindrada                     | 1998 cm³                                          | 2946 cm³                  | 1870 cm³                                | 2188 cm³                                              | 2188 cm³                                              |           |           |           |           |           |           |           |           |           |           |           |           |           |           |           |
| Relación de compresión         | 10.0: 1                                           | 10.5: 1                   | 18.3: 1                                 | 18.0: 1                                               | 18.0: 1                                               |           |           |           |           |           |           |           |           |           |           |           |           |           |           |           |
| Potencia máxima: CV (kW) @ rpm | 140 CV (103 kW) @ 5500                            | 190 CV (140 kW) @ 5750    | 98 CV (72 kW) @ 4000                    | 115 CV (85 kW) @ 4000                                 | 130 CV (95 kW) @ 4000                                 |           |           |           |           |           |           |           |           |           |           |           |           |           |           |           |
| Par máximo: Nm @ rpm           | 188 Nm @ 3750                                     | 267 Nm @ 4000             | 190 Nm @ 2000                           | 290 Nm @ 1750                                         | 290 Nm @ 1750                                         |           |           |           |           |           |           |           |           |           |           |           |           |           |           |           |
| Tracción                       | Delantera                                         | Delantera                 | Delantera                               | Delantera                                             | Delantera                                             | Delantera | Delantera | Delantera | Delantera | Delantera | Delantera | Delantera | Delantera | Delantera | Delantera | Delantera | Delantera | Delantera | Delantera | Delantera |
| Transmisión                    | Manual, 5 velocidades / Automática, 4 velocidades | Automática, 4 velocidades | Manual, 5 velocidades                   | Manual, 5 velocidades                                 | Manual, 5 velocidades                                 |           |           |           |           |           |           |           |           |           |           |           |           |           |           |           |
| Aceleración 0–100 km/h         | 11.6 s                                            | 10.6 s                    | 15.0 s                                  | 13.5 s                                                | 12.4 s                                                |           |           |           |           |           |           |           |           |           |           |           |           |           |           |           |
| Velocidad máxima               | 185 km/h                                          | 203 km/h                  | 167 km/h                                | 176 km/h                                              | 183 km/h                                              |           |           |           |           |           |           |           |           |           |           |           |           |           |           |           |
| Consumo combinado (L/100 km)   | 7.3                                               | 8.9                       | 5.7                                     | 6.1                                                   | 6.1                                                   |           |           |           |           |           |           |           |           |           |           |           |           |           |           |           |

## Cuarta generación (2002-2015)
La cuarta generación del Espace fue presentada en 2001, siendo el primer modelo del Espace diseñado y construido enteramente por Renault. Todas las versiones anteriores fueron montadas en la factoría Romarantin de Matra y esta se fabricaba en Sandouville conjuntamente con el Laguna y Vel Satis. Este nuevo vehículo fue también el primer modelo del Espace realizado totalmente de acero; al igual que el Espace III, el Espace IV tiene variantes corta y larga.
Su imagen fue adaptada a la nueva dirección dada por Renault a sus modelos siguiendo la estela del Vel Satis y del Avantime. Incorpora los últimos avances en seguridad y fue el primer monovolumen en conseguir 5 estrellas EURONCAP. Tiene unos asientos independientes deslizantes sobre raíles que le confieren una gran modularidad y comodidad interior así como sistemas de confort y seguridad como el freno de aparcamiento automático, techo eléctrico panorámico, tarjeta Renault manos libres. que lo hacen ideal como un vehículo familiar. 

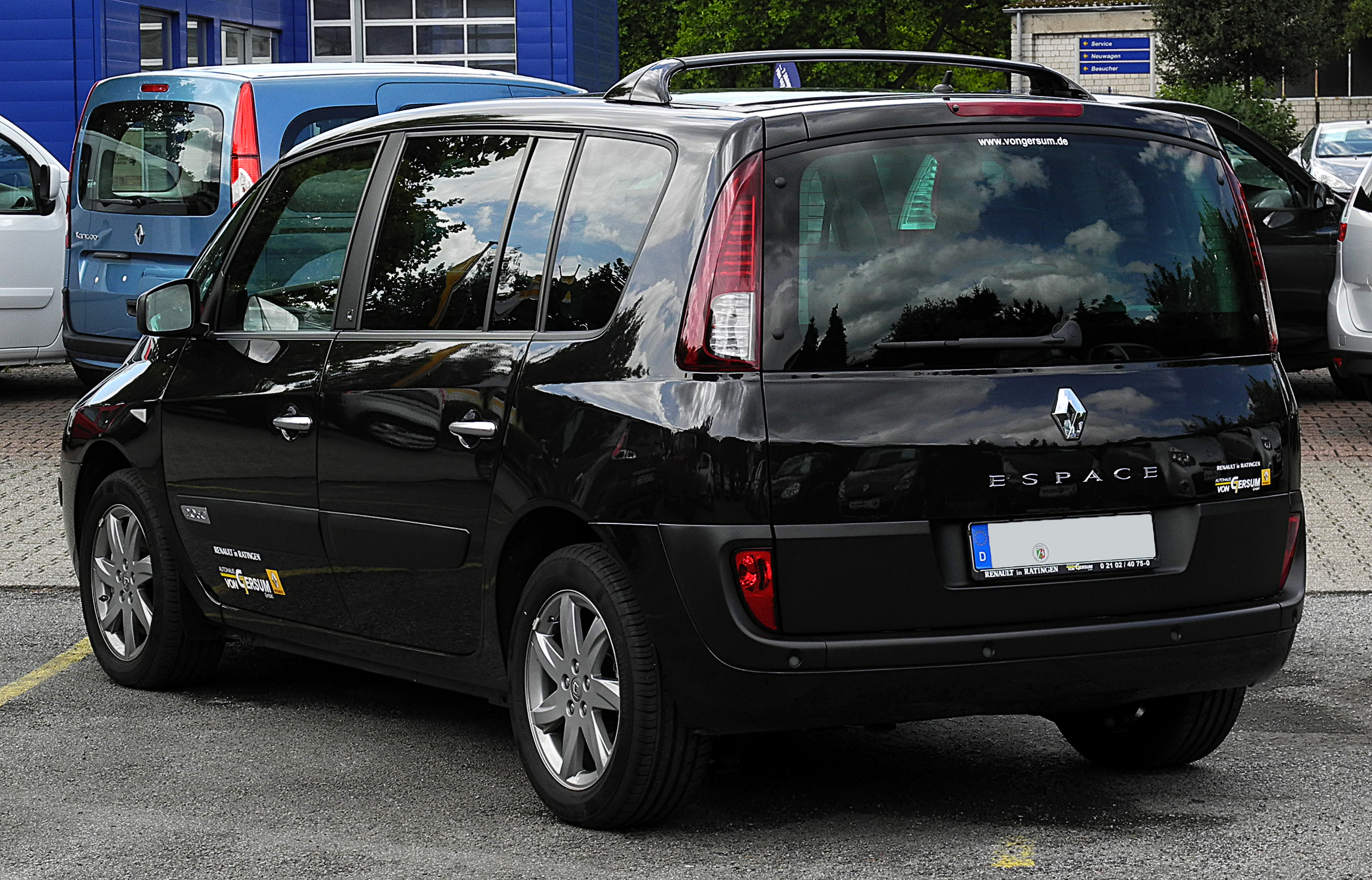
Renault Espace IV).

Los motores gasolina son un 2.0 litros atmosférico de 136 CV y con turbocompresor y 163 CV (luego 170 CV), y un 3.5 litros de 240 CV; este último es de origen Nissan, y lo utilizan modelos como el Nissan Pathfinder y el Nissan Murano.
Los diésel son un 1.9 litros de 120 CV, un 2.0 litros de 130, 150 o 173 CV, un 2.2 litros de 150 CV, y un 3.0 litros de 177 CV. Los tres con inyección directa common-rail, turbocompresor de geometría variable e intercooler.
Todos los motores tienen cuatro cilindros en línea y cuatro válvulas por cilindro, salvo el 1.9 litros de 120 CV, que tiene dos válvulas por cilindros, y los gasolina 3.5 litros y Diésel 3.0 litros, que tienen seis cilindros en V.
En 2012 fue reestilizada la parte delantera y se renovaron las tapicerías, equipamientos tantos de confort como de seguridad y el diseño de las llantas.

### Fase I (2003-2006)

#### Motorizaciones
| Periodo                        | 2002-2006              | 2002-2005                                         | 2005-2006                                         | 2002-2006                 |           |           |           |           |           |           |           |           |           |           |           |           |           |           |           |           |
| Tipo de motor                  | L4 16v                 | L4 16v, turbo                                     | L4 16v, turbo                                     | V6 24v                    |           |           |           |           |           |           |           |           |           |           |           |           |           |           |           |           |
| Identificación del motor       | F4R                    | F4R                                               | F4R                                               | V4Y                       |           |           |           |           |           |           |           |           |           |           |           |           |           |           |           |           |
| Diámetro x carrera             | 82.7 mm x 93.0 mm      | 82.7 mm x 93.0 mm                                 | 82.7 mm x 93.0 mm                                 | 95.5 mm x 81.4 mm         |           |           |           |           |           |           |           |           |           |           |           |           |           |           |           |           |
| Cilindrada                     | 1998 cm³               | 1998 cm³                                          | 1998 cm³                                          | 3498 cm³                  |           |           |           |           |           |           |           |           |           |           |           |           |           |           |           |           |
| Relación de compresión         | 9.8: 1                 | 9.5: 1                                            | 9.8: 1                                            | 10.3: 1                   |           |           |           |           |           |           |           |           |           |           |           |           |           |           |           |           |
| Potencia máxima: CV (kW) @ rpm | 136 CV (100 kW) @ 5500 | 163 CV (120 kW) @ 5500                            | 170 CV (125 kW) @ 5000                            | 241 CV (177 kW) @ 6000    |           |           |           |           |           |           |           |           |           |           |           |           |           |           |           |           |
| Par máximo: Nm @ rpm           | 191 Nm @ 3750          | 250 Nm @ 2000                                     | 270 Nm @ 2000                                     | 330 Nm @ 3600             |           |           |           |           |           |           |           |           |           |           |           |           |           |           |           |           |
| Tracción                       | Delantera              | Delantera                                         | Delantera                                         | Delantera                 | Delantera | Delantera | Delantera | Delantera | Delantera | Delantera | Delantera | Delantera | Delantera | Delantera | Delantera | Delantera | Delantera | Delantera | Delantera | Delantera |
| Transmisión                    | Manual, 6 velocidades  | Manual, 6 velocidades / Automática, 5 velocidades | Manual, 6 velocidades / Automática, 5 velocidades | Automática, 5 velocidades |           |           |           |           |           |           |           |           |           |           |           |           |           |           |           |           |
| Aceleración 0–100 km/h         | 12.5 s                 | 9.9 s                                             | 9.9 s                                             | 8.1 s                     |           |           |           |           |           |           |           |           |           |           |           |           |           |           |           |           |
| Velocidad máxima               | 185 km/h               | 205 km/h                                          | 205 km/h                                          | 225 km/h                  |           |           |           |           |           |           |           |           |           |           |           |           |           |           |           |           |
| Consumo combinado (L/100 km)   | 9.4                    | 9.7                                               | 9.7                                               | 12.2                      |           |           |           |           |           |           |           |           |           |           |           |           |           |           |           |           |

| Periodo                        | 2002-2006                                    | 2002-2006                                         | 2002-2006                                     |           |           |           |           |           |           |           |           |           |           |           |           |           |           |           |           |           |
| Tipo de motor                  | L4 8v, inyección directa, common-rail, turbo | L4 16v, inyección directa, common-rail, turbo     | V6 24v, inyección directa, common-rail, turbo |           |           |           |           |           |           |           |           |           |           |           |           |           |           |           |           |           |
| Identificación del motor       | F9Q                                          | G9T                                               | P9X                                           |           |           |           |           |           |           |           |           |           |           |           |           |           |           |           |           |           |
| Diámetro x carrera             | 80.0 mm x 93.0 mm                            | 87.0 mm x 92.0 mm                                 | 87.5 mm x 82.0 mm                             |           |           |           |           |           |           |           |           |           |           |           |           |           |           |           |           |           |
| Cilindrada                     | 1870 cm³                                     | 2188 cm³                                          | 2958 cm³                                      |           |           |           |           |           |           |           |           |           |           |           |           |           |           |           |           |           |
| Relación de compresión         | 18.3: 1                                      | 18.0: 1                                           | 18.5: 1                                       |           |           |           |           |           |           |           |           |           |           |           |           |           |           |           |           |           |
| Potencia máxima: CV (kW) @ rpm | 120 CV (88 kW) @ 4000                        | 150 CV (110 kW) @ 4000                            | 177 CV (130 kW) @ 4400                        |           |           |           |           |           |           |           |           |           |           |           |           |           |           |           |           |           |
| Par máximo: Nm @ rpm           | 270 Nm @ 2000                                | 320 Nm @ 1750                                     | 350 Nm @ 1800                                 |           |           |           |           |           |           |           |           |           |           |           |           |           |           |           |           |           |
| Tracción                       | Delantera                                    | Delantera                                         | Delantera                                     | Delantera | Delantera | Delantera | Delantera | Delantera | Delantera | Delantera | Delantera | Delantera | Delantera | Delantera | Delantera | Delantera | Delantera | Delantera | Delantera | Delantera |
| Transmisión                    | Manual, 6 velocidades                        | Manual, 6 velocidades / Automática, 5 velocidades | Automática, 5 velocidades                     |           |           |           |           |           |           |           |           |           |           |           |           |           |           |           |           |           |
| Aceleración 0–100 km/h         | 13.2 s                                       | 11.5 s                                            | 10.9 s                                        |           |           |           |           |           |           |           |           |           |           |           |           |           |           |           |           |           |
| Velocidad máxima               | 180 km/h                                     | 190 km/h                                          | 205 km/h                                      |           |           |           |           |           |           |           |           |           |           |           |           |           |           |           |           |           |
| Consumo combinado (L/100 km)   | 6.8                                          | 7.7                                               | 9.5                                           |           |           |           |           |           |           |           |           |           |           |           |           |           |           |           |           |           |

### Fase II (2006-2010)

#### Motorizaciones
| Periodo                        | 2006-2008              | 2006-2010                                         | 2006-2010                 |           |           |           |           |           |           |           |           |           |           |           |           |           |           |           |           |           |
| Tipo de motor                  | L4 16v                 | L4 16v, turbo                                     | V6 24v                    |           |           |           |           |           |           |           |           |           |           |           |           |           |           |           |           |           |
| Identificación del motor       | F4R                    | F4R                                               | V4Y                       |           |           |           |           |           |           |           |           |           |           |           |           |           |           |           |           |           |
| Diámetro x carrera             | 82.7 mm x 93.0 mm      | 82.7 mm x 93.0 mm                                 | 95.5 mm x 81.4 mm         |           |           |           |           |           |           |           |           |           |           |           |           |           |           |           |           |           |
| Cilindrada                     | 1998 cm³               | 1998 cm³                                          | 3498 cm³                  |           |           |           |           |           |           |           |           |           |           |           |           |           |           |           |           |           |
| Relación de compresión         | 9.8: 1                 | 9.8: 1                                            | 10.3: 1                   |           |           |           |           |           |           |           |           |           |           |           |           |           |           |           |           |           |
| Potencia máxima: CV (kW) @ rpm | 136 CV (100 kW) @ 5500 | 170 CV (125 kW) @ 5000                            | 241 CV (177 kW) @ 6000    |           |           |           |           |           |           |           |           |           |           |           |           |           |           |           |           |           |
| Par máximo: Nm @ rpm           | 192 Nm @ 3750          | 270 Nm @ 3250                                     | 330 Nm @ 3600             |           |           |           |           |           |           |           |           |           |           |           |           |           |           |           |           |           |
| Tracción                       | Delantera              | Delantera                                         | Delantera                 | Delantera | Delantera | Delantera | Delantera | Delantera | Delantera | Delantera | Delantera | Delantera | Delantera | Delantera | Delantera | Delantera | Delantera | Delantera | Delantera | Delantera |
| Transmisión                    | Manual, 6 velocidades  | Manual, 6 velocidades / Automática, 5 velocidades | Automática, 5 velocidades |           |           |           |           |           |           |           |           |           |           |           |           |           |           |           |           |           |
| Aceleración 0–100 km/h         | 12.5 s                 | 9.7 s                                             | 8.1 s                     |           |           |           |           |           |           |           |           |           |           |           |           |           |           |           |           |           |
| Velocidad máxima               | 185 km/h               | 205 km/h                                          | 225 km/h                  |           |           |           |           |           |           |           |           |           |           |           |           |           |           |           |           |           |
| Consumo combinado (L/100 km)   | 9.4                    | 9.6                                               | 12.0                      |           |           |           |           |           |           |           |           |           |           |           |           |           |           |           |           |           |

| Periodo                        | 2007-2008                                                                  | 2006-2010                                                                  | 2007-2010                                                                  | 2006-2010                                                                  | 2006-2010                                                                  |           |           |           |           |           |           |           |           |           |           |           |           |           |           |           |
| Tipo de motor                  | L4 16v, inyección directa, common-rail, turbo, Filtro Antipartículas (FAP) | L4 16v, inyección directa, common-rail, turbo, Filtro Antipartículas (FAP) | L4 16v, inyección directa, common-rail, turbo, Filtro Antipartículas (FAP) | L4 16v, inyección directa, common-rail, turbo, Filtro Antipartículas (FAP) | V6 24v, inyección directa, common-rail, turbo, Filtro Antipartículas (FAP) |           |           |           |           |           |           |           |           |           |           |           |           |           |           |           |
| Identificación del motor       | M9R                                                                        | M9R                                                                        | M9R                                                                        | G9T                                                                        | P9X                                                                        |           |           |           |           |           |           |           |           |           |           |           |           |           |           |           |
| Diámetro x carrera             | 84.0 mm x 90.0 mm                                                          | 84.0 mm x 90.0 mm                                                          | 84.0 mm x 90.0 mm                                                          | 87.0 mm x 92.0 mm                                                          | 87.5 mm x 82.0 mm                                                          |           |           |           |           |           |           |           |           |           |           |           |           |           |           |           |
| Cilindrada                     | 1995 cm³                                                                   | 1995 cm³                                                                   | 1995 cm³                                                                   | 2188 cm³                                                                   | 2958 cm³                                                                   |           |           |           |           |           |           |           |           |           |           |           |           |           |           |           |
| Relación de compresión         | 16.0: 1                                                                    | 16.0: 1                                                                    | 16.0: 1                                                                    | 18.0: 1                                                                    | 18.5: 1                                                                    |           |           |           |           |           |           |           |           |           |           |           |           |           |           |           |
| Potencia máxima: CV (kW) @ rpm | 130 CV (96 kW) @ 4000                                                      | 150 CV (110 kW) @ 4000                                                     | 173 CV (127 kW) @ 3750                                                     | 140 CV (102 kW) @ 4000                                                     | 180 CV (133 kW) @ 4000                                                     |           |           |           |           |           |           |           |           |           |           |           |           |           |           |           |
| Par máximo: Nm @ rpm           | 320 Nm @ 2000                                                              | 340 Nm @ 2000                                                              | 360 Nm @ 1750                                                              | 320 Nm @ 1750                                                              | 400 Nm @ 1800                                                              |           |           |           |           |           |           |           |           |           |           |           |           |           |           |           |
| Tracción                       | Delantera                                                                  | Delantera                                                                  | Delantera                                                                  | Delantera                                                                  | Delantera                                                                  | Delantera | Delantera | Delantera | Delantera | Delantera | Delantera | Delantera | Delantera | Delantera | Delantera | Delantera | Delantera | Delantera | Delantera | Delantera |
| Transmisión                    | Manual, 6 velocidades                                                      | Manual, 6 velocidades                                                      | Manual, 6 velocidades                                                      | Automática, 5 velocidades                                                  | Automática, 6 velocidades                                                  |           |           |           |           |           |           |           |           |           |           |           |           |           |           |           |
| Aceleración 0–100 km/h         | 13.5 s                                                                     | 10.6 s                                                                     | 9.8 s                                                                      | 13.9 s                                                                     | 10.9 s                                                                     |           |           |           |           |           |           |           |           |           |           |           |           |           |           |           |
| Velocidad máxima               | 184 km/h                                                                   | 194 km/h                                                                   | 204 km/h                                                                   | 185 km/h                                                                   | 210 km/h                                                                   |           |           |           |           |           |           |           |           |           |           |           |           |           |           |           |
| Consumo combinado (L/100 km)   | 7.2                                                                        | 7.4                                                                        | 7.4                                                                        | 9.2                                                                        | 9.4                                                                        |           |           |           |           |           |           |           |           |           |           |           |           |           |           |           |

### Fase III (2010-2015)

#### Motorizaciones
| Periodo                        | 2010-2014                                         | 2010-2014                                                                          | 2010-2014                                                                          | 2010-2014                                                                          |           |           |           |           |           |           |           |           |           |           |           |           |           |           |           |           |
| Tipo de motor                  | L4 16v, turbo                                     | L4 16v, diésel, inyección directa, common-rail, turbo, Filtro Antipartículas (FAP) | L4 16v, diésel, inyección directa, common-rail, turbo, Filtro Antipartículas (FAP) | L4 16v, diésel, inyección directa, common-rail, turbo, Filtro Antipartículas (FAP) |           |           |           |           |           |           |           |           |           |           |           |           |           |           |           |           |
| Identificación del motor       | F4R                                               | M9R                                                                                | M9R                                                                                | M9R                                                                                |           |           |           |           |           |           |           |           |           |           |           |           |           |           |           |           |
| Diámetro x carrera             | 82.7 mm x 93.0 mm                                 | 84.0 mm x 90.0 mm                                                                  | 84.0 mm x 90.0 mm                                                                  | 84.0 mm x 90.0 mm                                                                  |           |           |           |           |           |           |           |           |           |           |           |           |           |           |           |           |
| Cilindrada                     | 1998 cm³                                          | 1995 cm³                                                                           | 1995 cm³                                                                           | 1995 cm³                                                                           |           |           |           |           |           |           |           |           |           |           |           |           |           |           |           |           |
| Relación de compresión         | 9.8: 1                                            | 16.0: 1                                                                            | 16.0: 1                                                                            | 16.0: 1                                                                            |           |           |           |           |           |           |           |           |           |           |           |           |           |           |           |           |
| Potencia máxima: CV (kW) @ rpm | 170 CV (125 kW) @ 5000                            | 130 CV (96 kW) @ 4000                                                              | 150 CV (110 kW) @ 4000                                                             | 175 CV (127 kW) @ 3750                                                             |           |           |           |           |           |           |           |           |           |           |           |           |           |           |           |           |
| Par máximo: Nm @ rpm           | 270 Nm @ 3250                                     | 320 Nm @ 2000                                                                      | 340 Nm @ 2000                                                                      | 360 Nm @ 1750                                                                      |           |           |           |           |           |           |           |           |           |           |           |           |           |           |           |           |
| Tracción                       | Delantera                                         | Delantera                                                                          | Delantera                                                                          | Delantera                                                                          | Delantera | Delantera | Delantera | Delantera | Delantera | Delantera | Delantera | Delantera | Delantera | Delantera | Delantera | Delantera | Delantera | Delantera | Delantera | Delantera |
| Transmisión                    | Manual, 6 velocidades / Automática, 5 velocidades | Manual, 6 velocidades                                                              | Manual, 6 velocidades / Automática, 5 velocidades                                  | Manual, 6 velocidades / Automática, 5 velocidades                                  |           |           |           |           |           |           |           |           |           |           |           |           |           |           |           |           |
| Aceleración 0–100 km/h         | 9.7 s                                             | 12.0 s                                                                             | 10.6 s                                                                             | 9.8 s                                                                              |           |           |           |           |           |           |           |           |           |           |           |           |           |           |           |           |
| Velocidad máxima               | 205 km/h                                          | 184 km/h                                                                           | 194 km/h                                                                           | 204 km/h                                                                           |           |           |           |           |           |           |           |           |           |           |           |           |           |           |           |           |
| Consumo combinado (L/100 km)   | 8.8                                               | 6.5                                                                                | 6.5                                                                                | 7.0                                                                                |           |           |           |           |           |           |           |           |           |           |           |           |           |           |           |           |

## Quinta generación (2015-2023)
En 2015, comienza la venta de esta nueva generación del Espace. Viene con más altura del suelo a la carrocería, y trae un montón de nuevos detalles que hacen pasar a la marca generalista francesa por una premium: pantalla táctil central a modo de tableta, diseño exterior a modo de SUV-Cupé... 
Es cierto que esta nueva plataforma pretende eliminar el diseño de un gran monovolumen, pero continúa con el espacio interno de un gran monovolumen. Tiene también una mayor altura, por lo que perfectamente se puede confundir por un SUV o Todocamino, pero realmente no lo es, y la forma de las ventanillas de la tercera fila están a modo de SUV-Cupé, pero no lo es ni lo pretende.
El nuevo diseño parece ser más compacto que en generaciones anteriores, y eso es correcto, pero en el interior no es apreciable. Transmite ese tipo de monovolumen que siempre ha dado el Espace.
El coche será sustituido por la nueva generación basada en la plataforma del Renault Austral.

### Motorizaciones
| Periodo                        | 2015-2023                        | 2015-2023                                                                          | 2015-2023                                                                          |           |           |           |           |           |           |           |           |           |           |           |           |           |           |           |           |           |
| Tipo de motor                  | L4 16v, inyección directa, turbo | L4 16v, diésel, inyección directa, common-rail, turbo, Filtro Antipartículas (FAP) | L4 16v, diésel, inyección directa, common-rail, turbo, Filtro Antipartículas (FAP) |           |           |           |           |           |           |           |           |           |           |           |           |           |           |           |           |           |
| Identificación del motor       | M5T                              | R9M                                                                                | R9M                                                                                |           |           |           |           |           |           |           |           |           |           |           |           |           |           |           |           |           |
| Diámetro x carrera             | 79.7 mm x 81.1 mm                | 80.0 mm x 79.5 mm                                                                  | 80.0 mm x 79.5 mm                                                                  |           |           |           |           |           |           |           |           |           |           |           |           |           |           |           |           |           |
| Cilindrada                     | 1618 cm³                         | 1598 cm³                                                                           | 1598 cm³                                                                           |           |           |           |           |           |           |           |           |           |           |           |           |           |           |           |           |           |
| Relación de compresión         | 9.5: 1                           | 15.4: 1                                                                            | 15.4: 1                                                                            |           |           |           |           |           |           |           |           |           |           |           |           |           |           |           |           |           |
| Potencia máxima: CV (kW) @ rpm | 200 CV (147 kW) @ 5750           | 131 CV (96 kW) @ 4000                                                              | 160 CV (118 kW) @ 4000                                                             |           |           |           |           |           |           |           |           |           |           |           |           |           |           |           |           |           |
| Par máximo: Nm @ rpm           | 260 Nm @ 2500                    | 320 Nm @ 1750                                                                      | 380 Nm @ 1750                                                                      |           |           |           |           |           |           |           |           |           |           |           |           |           |           |           |           |           |
| Tracción                       | Delantera                        | Delantera                                                                          | Delantera                                                                          | Delantera | Delantera | Delantera | Delantera | Delantera | Delantera | Delantera | Delantera | Delantera | Delantera | Delantera | Delantera | Delantera | Delantera | Delantera | Delantera | Delantera |
| Transmisión                    | Automática, 7 velocidades        | Manual, 6 velocidades                                                              | Automática, 6 velocidades                                                          |           |           |           |           |           |           |           |           |           |           |           |           |           |           |           |           |           |
| Peso                           | 1684 kg                          | 1697 kg                                                                            | 1734 kg                                                                            |           |           |           |           |           |           |           |           |           |           |           |           |           |           |           |           |           |
| Aceleración 0–100 km/h         | 8.6 s                            | 10.7 s                                                                             | 9.9 s                                                                              |           |           |           |           |           |           |           |           |           |           |           |           |           |           |           |           |           |
| Velocidad máxima               | 211 km/h                         | 191 km/h                                                                           | 202 km/h                                                                           |           |           |           |           |           |           |           |           |           |           |           |           |           |           |           |           |           |
| Consumo combinado (L/100 km)   | 6.2                              | 4.5                                                                                | 4.7                                                                                |           |           |           |           |           |           |           |           |           |           |           |           |           |           |           |           |           |

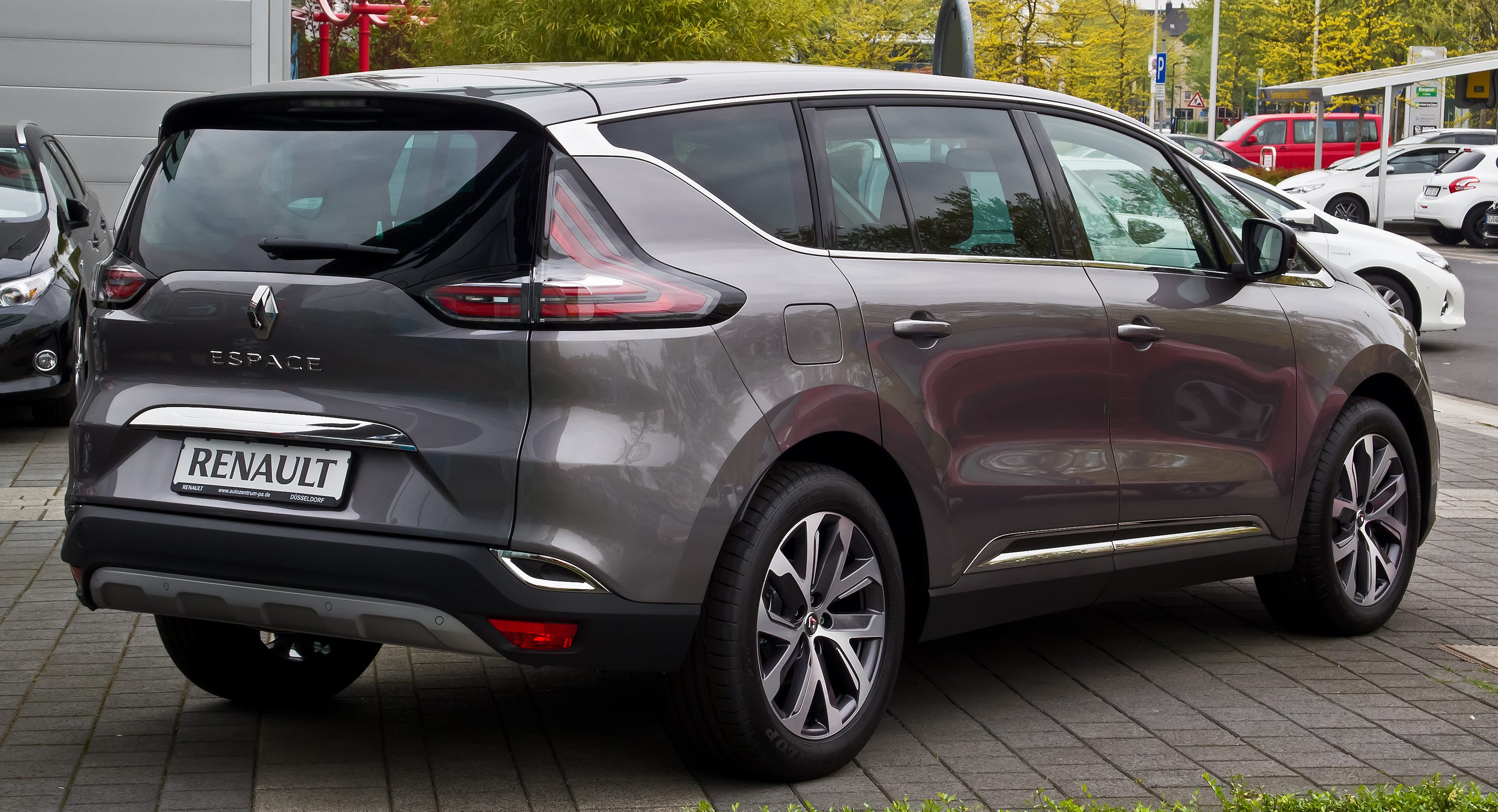
Trasera
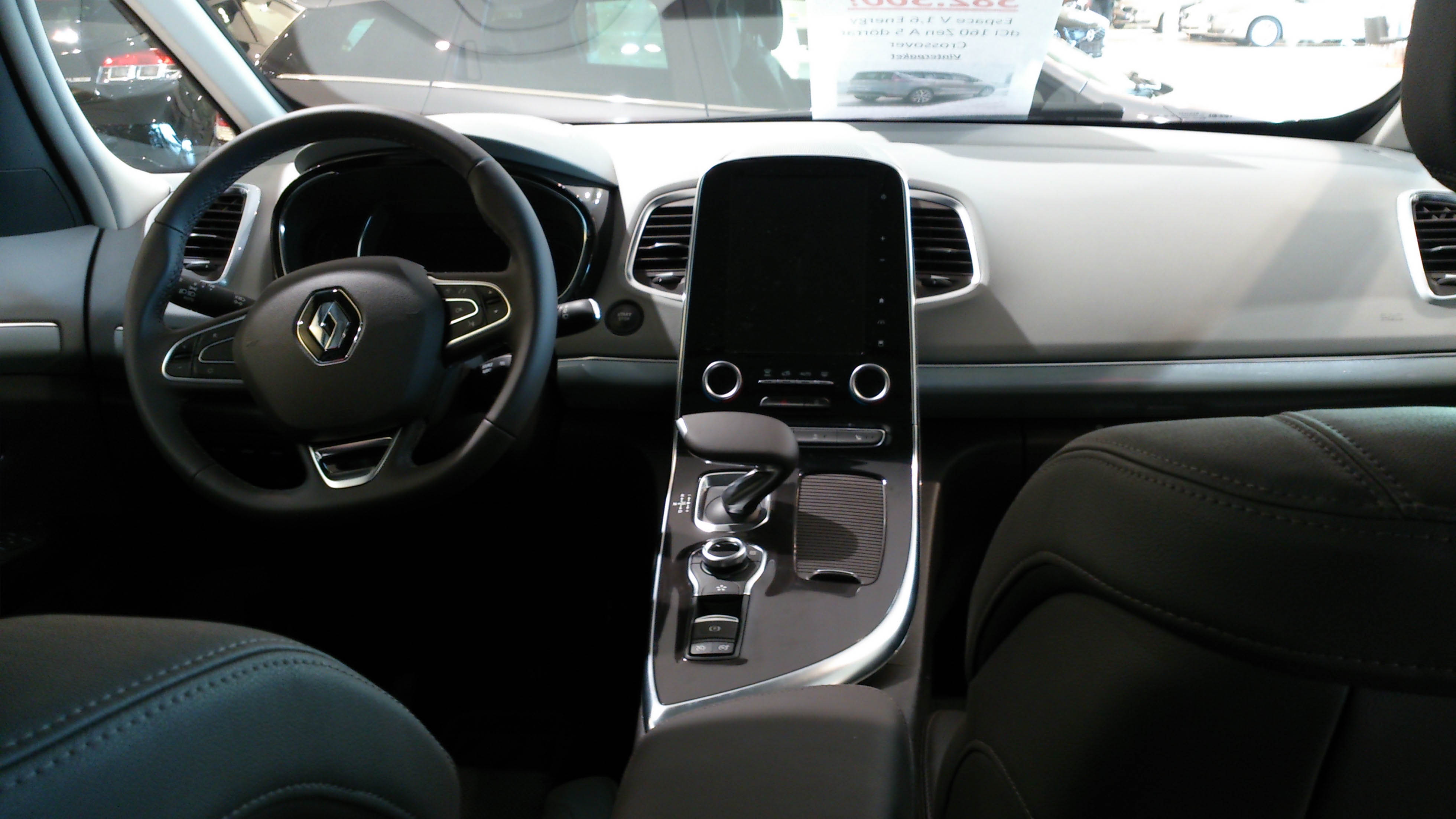
Interior con R-Link 2

## Sexta generación (2023-presente)

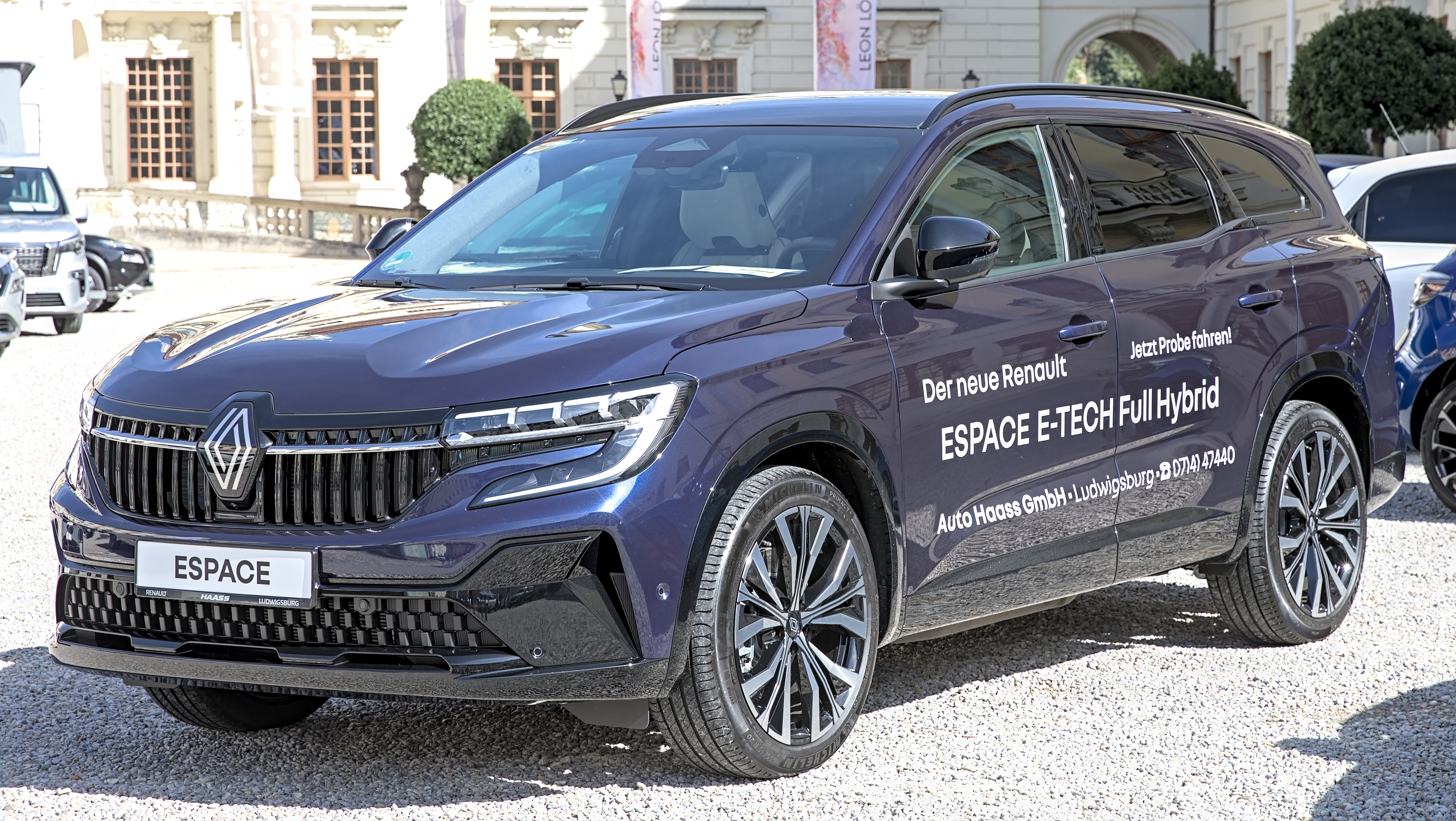
Renault Espace VI 2023-presente

Presentado al mundo por primera vez el 28 de marzo de 2023, el Renault Espace de sexta generación está basado en gran medida en el Austral y comparte la mayoría de los paneles de la carrocería, incluida la parte delantera. 
Cuenta con una distancia entre ejes ampliada y está disponible en versiones de 2 y 3 filas. Es  140 milímetros (5,5 in) más corto en longitud que la generación anterior. 
El Renault Espace está a la venta desde primavera de 2023  y se produce en la fábrica de Palencia en España junto con el Austral.  Sin embargo, no está disponible en el mercado Británico.  